# Gare de Fenouillet – Saint-Alban
Gare de Fenouillet - Saint-Alban – przystanek kolejowy w Saint-Alban, w departamencie Górna Garonna, w regionie Oksytania, we Francji.
Jest przystankiem kolejowym Société nationale des chemins de fer français (SNCF), obsługiwanym przez pociągi TER Midi-Pyrénées.